# Ittenthal
Ittenthal est une localité de Kaisten et une ancienne commune suisse du canton d'Argovie, située dans le district de Laufenburg. La fusion avec la commune de Kaisten a été effective au 1er janvier 2010.

## Histoire
1297 Utendal (selon une copie du XVe s.), vers 1318 ze Uttendal. 171 hab. en 1803, 265 en 1850, 217 en 1900, 221 en 1950, 222 en 2000. Dans le haut Fricktal, le village naquit sur un domaine du même nom appartenant à l'abbaye de Säckingen (qui détint la basse justice jusqu'en 1802). Il relevait de la seigneurie de Laufenburg, en Autriche antérieure, jusqu'en 1797. En 1803, il devint une commune argovienne. Au XVIIIe s., trente familles s'expatrièrent au Banat roumain, dans le cadre de la politique autrichienne d'émigration. Au spirituel, I. fit partie de Kaisten jusqu'en 1812, puis fut érigé en paroisse; la chapelle Marie-et-Joseph fut consacrée en 1706. Un remaniement foncier eut lieu de 1926 à 1932 (fermes transférées à l'extérieur du village). Le grès fut exploité jusqu'en 1899. En 1985, le secteur primaire fournissait encore 70% des emplois (à peine la moitié en 2000). Depuis 1950, une part croissante des habitants travaille pour l'industrie chimique dans les communes voisines (extrait du Dictionnaire historique suisse DHS)  .
Pour la dernière fois avant la fusion avec Kaisten, les électeurs d'Ittenthal se sont réunis lors de la réunion communautaire des habitants. Sur les 173 personnes ayant le droit de voter, 27 se sont rendues à la salle de réunion .
Depuis le 1er janvier 2010, la commune d'Ittenthal est intégrée à la commune de Kaisten. Son ancien numéro OFS est le 4168.

## Liens externes

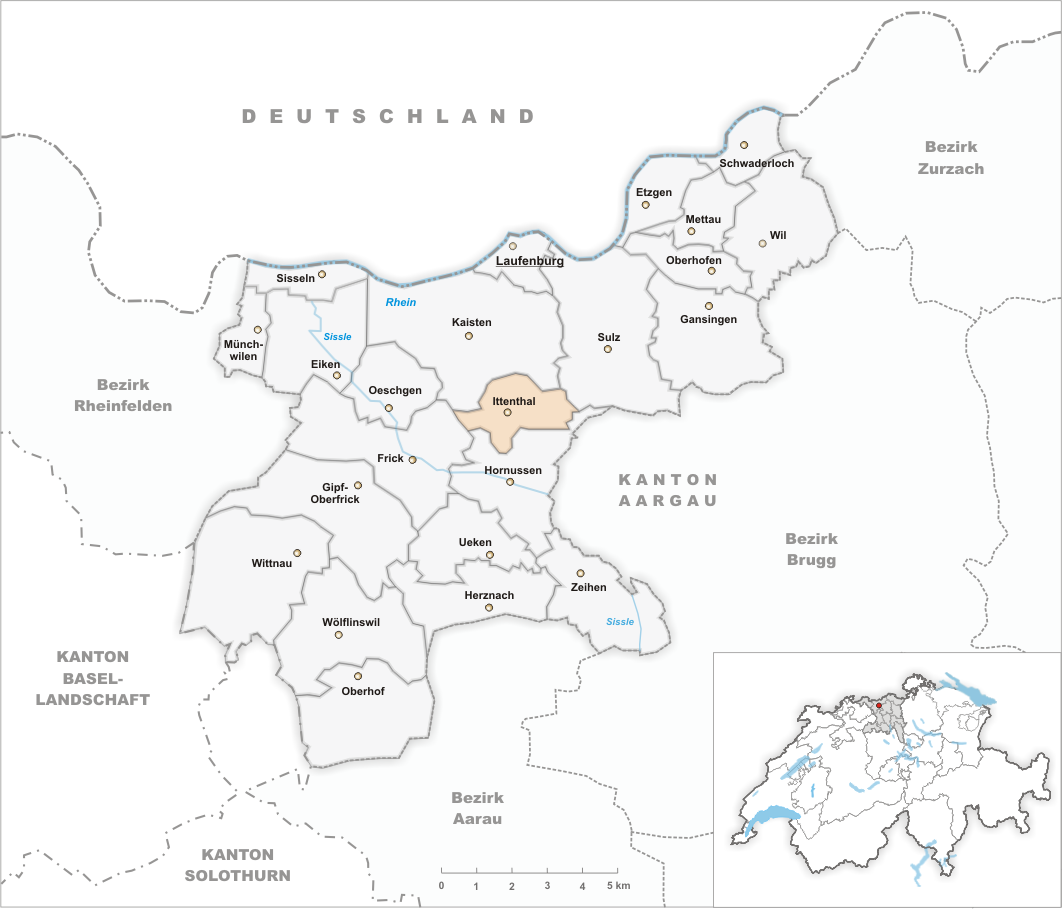
Carte de l'ancienne commune dans le district de Laufenburg.